# 現代牙山
もしかして
- 現代峨山

ではありませんか？